# Punta Ituzaingó
Punta Ituzaingó ist eine Landspitze im Südwesten von Dodman Island im Archipel der Biscoe-Inseln westlich der Antarktischen Halbinsel.
Argentinische Wissenschaftler benannten sie nach der Stadt Ituzaingó in der Provinz Corrientes im Nordosten Argentiniens.